# Pseudokondensator
| \| \| \| \| \| Superkondensatoren \| \| \| \| \| \| \| \| \| \| \| \| \| \| \| \| \| \| \| \| \| \| \| \| \| \| \| \| \| \| \| \| \| \| \| \| \| \| \| \| \| Doppelschichtkondensatoren (elektrostatisch, Helmholtz-Schicht) Doppelschichtkapazität \| Doppelschichtkondensatoren (elektrostatisch, Helmholtz-Schicht) Doppelschichtkapazität \| Doppelschichtkondensatoren (elektrostatisch, Helmholtz-Schicht) Doppelschichtkapazität \| Doppelschichtkondensatoren (elektrostatisch, Helmholtz-Schicht) Doppelschichtkapazität \| Doppelschichtkondensatoren (elektrostatisch, Helmholtz-Schicht) Doppelschichtkapazität \| Doppelschichtkondensatoren (elektrostatisch, Helmholtz-Schicht) Doppelschichtkapazität \| \| \| Pseudokondensatoren (elektrochemisch, Faradaysch) Pseudokapazität \| Pseudokondensatoren (elektrochemisch, Faradaysch) Pseudokapazität \| Pseudokondensatoren (elektrochemisch, Faradaysch) Pseudokapazität \| Pseudokondensatoren (elektrochemisch, Faradaysch) Pseudokapazität \| Pseudokondensatoren (elektrochemisch, Faradaysch) Pseudokapazität \| Pseudokondensatoren (elektrochemisch, Faradaysch) Pseudokapazität \| \| Doppelschichtkondensatoren (elektrostatisch, Helmholtz-Schicht) Doppelschichtkapazität \| Doppelschichtkondensatoren (elektrostatisch, Helmholtz-Schicht) Doppelschichtkapazität \| Doppelschichtkondensatoren (elektrostatisch, Helmholtz-Schicht) Doppelschichtkapazität \| Doppelschichtkondensatoren (elektrostatisch, Helmholtz-Schicht) Doppelschichtkapazität \| Doppelschichtkondensatoren (elektrostatisch, Helmholtz-Schicht) Doppelschichtkapazität \| Doppelschichtkondensatoren (elektrostatisch, Helmholtz-Schicht) Doppelschichtkapazität \| \| \| Pseudokondensatoren (elektrochemisch, Faradaysch) Pseudokapazität \| Pseudokondensatoren (elektrochemisch, Faradaysch) Pseudokapazität \| Pseudokondensatoren (elektrochemisch, Faradaysch) Pseudokapazität \| Pseudokondensatoren (elektrochemisch, Faradaysch) Pseudokapazität \| Pseudokondensatoren (elektrochemisch, Faradaysch) Pseudokapazität \| Pseudokondensatoren (elektrochemisch, Faradaysch) Pseudokapazität \| \| \| \| \| \| \| \| \| \| \| \| \| \| \| \| \| \| \| \| \| Hybridkondensatoren (Elektrostatisch und elektrochemisch, Faradaysch) Doppelschicht- plus Pseudokapazität \| \| \| \| \| \| \| \| \| \| |                                                                                        |                                                                                        |                                                                                        | |                                                                                        |  |  |                                                                   |                                                                   |                                                                   |                                                                   |                                                                   |                                                                   |
| |                                                                                        |                                                                                        |                                                                                        | Superkondensatoren                                                                                        |                                                                                        |  |  |                                                                   |                                                                   |                                                                   |                                                                   |                                                                   |                                                                   |
| |                                                                                        |                                                                                        |                                                                                        | |                                                                                        |  |  |                                                                   |                                                                   |                                                                   |                                                                   |                                                                   |                                                                   |
| |                                                                                        |                                                                                        |                                                                                        | |                                                                                        |  |  |                                                                   |                                                                   |                                                                   |                                                                   |                                                                   |                                                                   |
| Doppelschichtkondensatoren (elektrostatisch, Helmholtz-Schicht) Doppelschichtkapazität | Doppelschichtkondensatoren (elektrostatisch, Helmholtz-Schicht) Doppelschichtkapazität | Doppelschichtkondensatoren (elektrostatisch, Helmholtz-Schicht) Doppelschichtkapazität | Doppelschichtkondensatoren (elektrostatisch, Helmholtz-Schicht) Doppelschichtkapazität | Doppelschichtkondensatoren (elektrostatisch, Helmholtz-Schicht) Doppelschichtkapazität                    | Doppelschichtkondensatoren (elektrostatisch, Helmholtz-Schicht) Doppelschichtkapazität |  |  | Pseudokondensatoren (elektrochemisch, Faradaysch) Pseudokapazität | Pseudokondensatoren (elektrochemisch, Faradaysch) Pseudokapazität | Pseudokondensatoren (elektrochemisch, Faradaysch) Pseudokapazität | Pseudokondensatoren (elektrochemisch, Faradaysch) Pseudokapazität | Pseudokondensatoren (elektrochemisch, Faradaysch) Pseudokapazität | Pseudokondensatoren (elektrochemisch, Faradaysch) Pseudokapazität |
| Doppelschichtkondensatoren (elektrostatisch, Helmholtz-Schicht) Doppelschichtkapazität | Doppelschichtkondensatoren (elektrostatisch, Helmholtz-Schicht) Doppelschichtkapazität | Doppelschichtkondensatoren (elektrostatisch, Helmholtz-Schicht) Doppelschichtkapazität | Doppelschichtkondensatoren (elektrostatisch, Helmholtz-Schicht) Doppelschichtkapazität | Doppelschichtkondensatoren (elektrostatisch, Helmholtz-Schicht) Doppelschichtkapazität                    | Doppelschichtkondensatoren (elektrostatisch, Helmholtz-Schicht) Doppelschichtkapazität |  |  | Pseudokondensatoren (elektrochemisch, Faradaysch) Pseudokapazität | Pseudokondensatoren (elektrochemisch, Faradaysch) Pseudokapazität | Pseudokondensatoren (elektrochemisch, Faradaysch) Pseudokapazität | Pseudokondensatoren (elektrochemisch, Faradaysch) Pseudokapazität | Pseudokondensatoren (elektrochemisch, Faradaysch) Pseudokapazität | Pseudokondensatoren (elektrochemisch, Faradaysch) Pseudokapazität |
| |                                                                                        |                                                                                        |                                                                                        | |                                                                                        |  |  |                                                                   |                                                                   |                                                                   |                                                                   |                                                                   |                                                                   |
| |                                                                                        |                                                                                        |                                                                                        | Hybridkondensatoren (Elektrostatisch und elektrochemisch, Faradaysch) Doppelschicht- plus Pseudokapazität |                                                                                        |  |  |                                                                   |                                                                   |                                                                   |                                                                   |                                                                   |                                                                   |

Schematische Darstellung einer Doppelschicht an einer Elektrode (BMD-Modell).
1. innere Helmholtz-Schicht (IHP),
2. äußere Helmholtz-Schicht (OHP),
3. diffuse Schicht,
4. solvatisierte Kationen,
5. desolvatisiertes und adsorbiertes Anion (Redox-Ion, das zur Pseudokapazität beiträgt),
6. Moleküle des Elektrolyt-Lösungsmittels

Ein Pseudokondensator ist Teil eines elektrochemischen Kondensators und bildet zusammen mit einem Doppelschichtkondensator (EDLC) einen Superkondensator. Die elektrische Ladung eines Pseudokondensators, die elektrochemische Pseudokapazität, summiert sich mit der Ladung des Doppelschichtkondensators, der statischen Doppelschichtkapazität zu der Gesamtkapazität des Superkondensators. Einen Pseudokondensator allein gibt es nicht.
Pseudokondensatoren speichern elektrische Energie mit Hilfe von reversiblen Redoxreaktionen an dafür geeigneten Elektroden eines elektrochemischen Kondensators mit einer Helmholtz-Doppelschicht. Die Redoxreaktionen sind verbunden mit einem faradayschen Ladungstausch aus den Ionen im Elektrolyten an die metallisch leitenden Ionen in der Elektrode. Dabei ist jeweils nur ein Elektron aus einem desolvatierten und adsorbierten Ion beteiligt. Das adsorbierte Ion geht keine chemische Bindung mit der Elektrode ein. Es findet nur ein Elektronentransfer statt.
Elektrochemische Pseudokondensatoren verwenden Elektroden aus Metalloxiden oder leitfähigen Polymeren, die geeignet sind, eine große Menge von Ladungsträgern aufzunehmen. Die Ladungsmenge, die in einem Pseudokondensator gespeichert ist, ist linear proportional zur angelegten elektrischen Spannung. Der Pseudokondensator in einem Superkondensator hat jedoch, je nach Ausführung der Elektroden, einen stark unterschiedlichen Anteil an der Gesamtkapazität. Die Pseudokapazität einer dafür geeigneten Elektrode kann beispielsweise bei gleicher Oberfläche der Elektrode um den Faktor 100 größer sein als die Doppelschichtkapazität.
Bei den reversiblen Redoxreaktionen in einem Pseudokondensator werden keine chemischen Bindungen geknüpft oder gebrochen, dadurch wird das Laden oder Entladen des Kondensators deutlich schneller als bei einem Akkumulator, bei dem mit Hilfe der chemischen Bindungen zwar mehr Energie gespeichert wird, das Laden und Entladen aber auch sehr viel langsamer verläuft.